# Saint-Cézert
Saint-Cézert è un comune francese di 356 abitanti situato nel dipartimento dell'Alta Garonna nella regione dell'Occitania.

## Società

### Evoluzione demografica
Abitanti censiti

## Monumenti

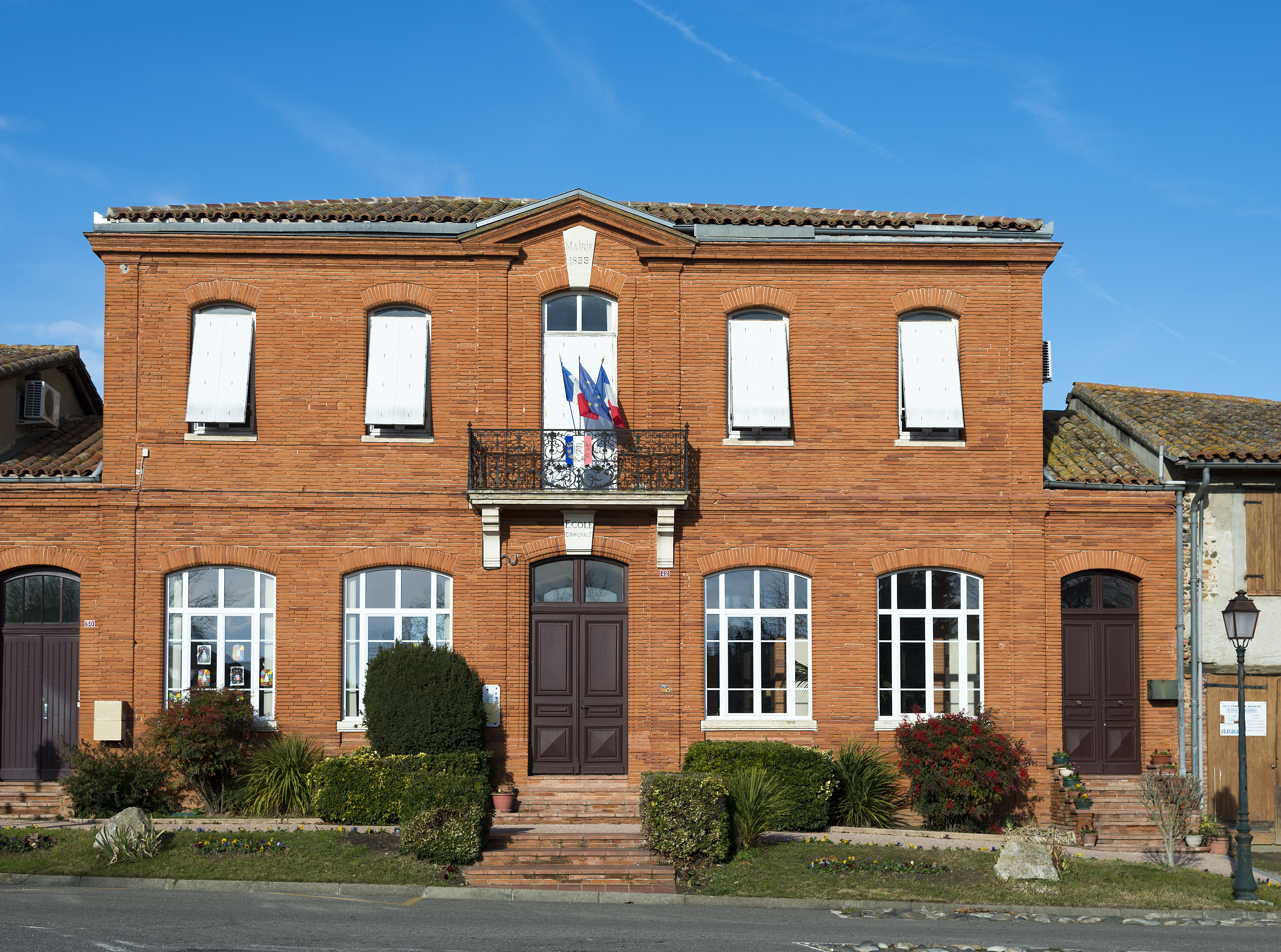
Il municipio.
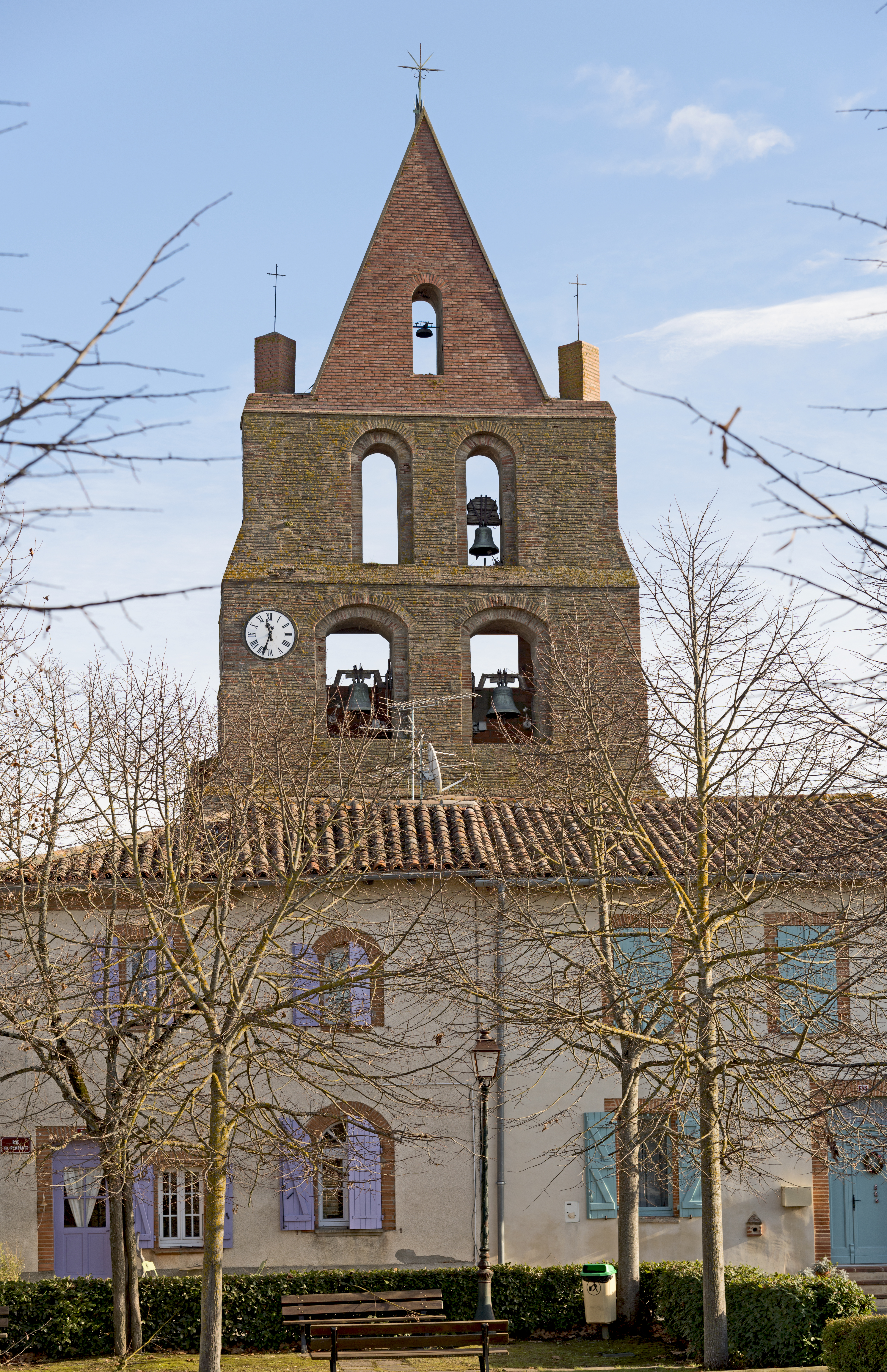
La chiesa